# مطار بازل ميلوز فريبورغ الأوروبي
مطار بازل الدولي أو مطار بازل - ميلوز - فريبورغ الأوروبي (بالإنجليزية: EuroAirport Basel–Mulhouse–Freiburg)، (IATA: BSL)، هو مطار يقع في الراين الأعلى في فرنسا. تأسس في 1946. ويبعد حوالي 6 كم (3.7 ميل) إلى الشمال الغربي من بازل في سويسرا. مطار بازل- ميلوز- فرايبورغ هو المطار الوحيد في العالم الذي يتم التحكم فيها بشكل مشترك من قبل بلدين فرنسا وسويسرا مع مشاركة ألمانية محدودة. ويقع المطار بالتحديد في فرنسا ويحتوي على منطقة جمارك سويسرية متصلة ببازل عبر طريق حدودية. ويقع هذا المطار أيضا على مقربة من الحدود الألمانية. يرجى ملاحظة أنه إذا كنت مسافرًا إلى أوروبا من خارج منطقة اليورو، فقد تكون هناك حاجة إلى تأشيرة مختلفة للدخول إلى فرنسا وألمانيا وسويسرا. عند وصولك إلى المطار يمكنك الاختيار في الخروج من البوابة الفرنسية أو البوابة السويسرية.

## شركات الطيران والوجهات

### الركاب
تقدم شركات الطيران التالية رحلات منتظمة وموسمية إلى المطار:
| شركـات طيـران                   | الوجهات |
| ------------------------------- | --- |
| طيران إيجيان                    | مطار أثينا الدولي |
| طيران ألبانيا                   | موسمي: مطار كوكس الدولي زايد |
| الخطوط الجوية الجزائرية         | مطار قسنطينة - محمد بوضياف موسمي: مطار هواري بومدين الدولي |
| العربية للطيران                 | مطار محمد الخامس الدولي |
| إير كايرو                       | موسمي: مطار الغردقة الدولي |
| الخطوط الجوية الفرنسية          | مطار باريس شارل ديغول |
| طيران ترانسات                   | موسمي: مطار مونتريال الدولي |
| الأناضول جت                     | مطار صبيحة كوكجن الدولي |
| الخطوط الجوية النمساوية         | مطار فيينا الدولي |
| الخطوط الجوية البريطانية        | مطار لندن هيثرو |
| Corendon Airlines               | موسمي: مطار أنطاليا |
| Cyprus Airways                  | موسمي: مطار لارنكا الدولي |
| إيزي جيت سويسرا                 | مطار أليكانتي، مطار سخيبول أمستردام، مطار أثينا الدولي، مطار برشلونة الدولي، مطار برلين براندنبرغ، مطار بوردو ميرينياك، Brindisi، مطار بريستول، مطار بودابست فرانز ليست الدولي، مطار كاتانيا-فونتاناروسا، مطار كوبنهاغن، مطار إدنبرة، مطار فارو، Fuerteventura، مطار كناريا الكبرى، مطار هامبورغ، مطار لانزاروت، مطار لشبونة، مطار غاتويك، مطار مدريد باراخاس الدولي، مطار مالقة الدولي، مطار مانشستر، مطار مراكش المنارة الدولي، مطار مارسيليا، مطار مونبلييه ميديتيراني، مطار نانت، مطار نابولي، مطار نيس كوت دازور، مطار ميورقة، مطار بورتو الدولي، مطار فاكلاف هافيل الدولي، مطار بريشتينا الدولي، مطار ليوناردو دا فينشي، Santiago de Compostela ‏، مطار بن غوريون الدولي، مطار تينيريفي الجنوبي، مطار تولوز بلانياك، مطار بلنسية موسمي: مطار أكادير المسيرة الدولي، مطار أجاكسيو، Bari، مطار بوريتا، مطار بيارتس بلاد البشكنش ‏، Cagliari، Calvi، مطار دوبروفنيك، مطار النفيضة الحمامات الدولي (تبدأ في 29 أكتوبر 2023)، Figari، مطار كريستيانو رونالدو (تبدأ في 9 ديسمبر 2023)، مطار كاندية الدولي ‏، مطار الغردقة الدولي، مطار إيبيزا، مطار كراكوف، Lamezia Terme ‏، مطار لارنكا الدولي، Menorca، مطار ميكونوس، Olbia، مطار باليرمو الدولي، Pula، Rhodes، مطار سبليت، Thessaloniki، مطار البندقية ماركو بولو، مطار زادار |
| يورو وينجز                      | موسمي: مطار ميورقة |
| الخطوط الجوية الملكية الهولندية | مطار سخيبول أمستردام |
| لوفتهانزا                       | مطار فرانكفورت، مطار ميونخ الدولي (تستأنف 14 أغسطس 2023) |
| الطيران الجديد تونس             | موسمي: مطار جربة جرجيس الدولي، مطار تونس قرطاج الدولي |
| خطوط بيغاسوس                    | مطار صبيحة كوكجن الدولي موسمي: مطار عدنان مندريس |
| رايان إير                       | مطار دبلن الدولي، مطار زغرب |
| Southwind Airlines              | موسمي عارض: مطار أنطاليا |
| صن إكسبريس                      | مطار أنطاليا موسمي: مطار غازي عنتاب الدولي، مطار عدنان مندريس، Kayseri |
| طيران الطاسيلي                  | مطار قسنطينة - محمد بوضياف |
| الخطوط الجوية التركية           | مطار إسطنبول الدولي موسمي: مطار غازي عنتاب الدولي |
| خطوط فيولينغ الجوية             | مطار برشلونة الدولي |
| ويز للطيران                     | Banja Luka ‏، مطار نيكولا تسلا في بلغراد، مطار هنري كواندا الدولي، مطار بودابست فرانز ليست الدولي، مطار كلوج نابوكا الدولي، مطار ياش الدولي، مطار قسطنطين الأكبر في نيش، Ohrid، مطار باليرمو الدولي، مطار بريشتينا الدولي، مطار ليوناردو دا فينشي، مطار سكوبية الدولي، مطار صوفيا، مطار تيرانا الدولي، Tuzla، مطار وارسو فريدريك شوبان موسمي: مطار كوكس الدولي زايد |

### الشحن
| شركـات طيـران         | الوجهات                               |
| --------------------- | ------------------------------------- |
| Air Canada Cargo      | مطار تورونتو بيرسون الدولي            |
| كوريا للطيران         | مطار إنتشون الدولي، مطار فيينا الدولي |
| الخطوط الجوية القطرية | مطار حمد الدولي                       |

## الإحصائيات
| الرتبة | المدينة                           | 2022    | 2021    | 2020    | 2019    | 2018    | 2017    | 2016    |
| ------ | --------------------------------- | ------- | ------- | ------- | ------- | ------- | ------- | ------- |
| 1      | مطار بريشتينا الدولي              | 253,805 | 201,715 | 103,806 | 158,867 | 138,668 | 115,066 | 105,338 |
| 2      | مطار سخيبول أمستردام              | 137,704 | 50,288  | 56,954  | 222,480 | 219,746 | 210,215 | 206,986 |
| 3      | مطار برشلونة الدولي               | 126,305 | 55,043  | 33,727  | 177,693 | 179,538 | 173,414 | 170,492 |
| 4      | إسطنبول (مطار صبيحة كوكجن الدولي) | 123,097 | 77,204  | 47,625  | 103,528 | 87,709  | 78,588  | 70,338  |
| 5      | مطار ميورقة                       | 121,081 | 74,794  | 26,692  | 153,240 | 172,534 | 182,496 | 155,949 |
| 6      | لندن (مطار غاتويك)                | 110,952 | 14,213  | 33,326  | 143,672 | 141,380 | 138,051 | 135,895 |
| 7      | أنطاليا (مطار أنطاليا)            | 102,593 | 41,213  | 28,639  | 75,789  |         |         |         |
| 8      | مطار بودابست فرانز ليست الدولي    | 102,377 | 37,241  | 32,234  | 124,652 | 89,290  |         |         |
| 9      | مطار بورتو الدولي                 | 101,608 | 65,625  | 54,460  | 108,173 | 108,106 | 106,307 | 103,998 |
| 10     | مطار نيس كوت دازور                | 97,623  | 56,798  | 36,088  | 93,345  | 91,405  | 92,490  | 87,752  |
| 11     | برلين (مطار برلين شونفيلد)        | 88,389  | 53,958  | 16,764  | 80,956  | 192,847 | 222,665 | 217,504 |
| 12     | لندن (مطار لندن هيثرو)            | 85,406  | 7,228   | 28,202  | 140,676 | 140,289 | 129,091 | 126,362 |
| 13     | إسكوبية (مطار سكوبية الدولي)      | 67,002  | 50,952  | 24,710  | 61,660  |         |         |         |
| 14     | مطار هامبورغ                      | 66,404  | 26,447  | 40,667  | 126,019 | 118,612 | 112,104 | 113,642 |
| 15     | إسطنبول (مطار إسطنبول الدولي)     | 65,995  | 40,537  | 31,575  | 60,690  |         |         |         |
| 16     | مطار لشبونة                       | 55,476  | 33,959  | 25,255  | 101,667 |         |         |         |
| 17     | مطار أليكانتي                     | 54,122  | 30,799  | 17,916  |         |         |         |         |
| 18     | مطار نابولي                       | 51,577  |         |         |         |         |         |         |
| 19     | مطار فرانكفورت                    | 51,429  | 20,758  | 13,342  | 92,685  | 93,550  | 83,348  | 76,381  |
| 20     | باريس (مطار باريس شارل ديغول)     | 51,420  | 19,280  | 14,539  | 72,785  | 75,910  | 76,900  | 82,424  |
| 21     | مطار بوردو ميرينياك               | 49,391  | 34,880  | 22,715  | 68,836  |         |         |         |
|        | مطار مدريد باراخاس الدولي         | 43,267  | 22,593  | 15,084  | 87,218  | 91,386  | 80,318  |         |
|        | مطار ميونخ الدولي                 | 42,193  |         | 13,773  | 85,508  | 87,754  | 80,186  | 76,625  |
|        | مطار فيينا الدولي                 | 41,935  | 29,750  | 24,172  | 99,173  |         |         |         |
|        | مطار مالقة الدولي                 | 38,475  | 28,377  | 30,799  | 17,916  |         |         |         |
|        | برلين (مطار برلين تيجيل الدولي)   |         |         | 38,923  | 147,257 |         |         |         |
|        | إسطنبول (مطار إسطنبول أتاتورك)    |         |         |         | 21,553  | 82,821  | 73,527  | 72,896  |

## وصلات خارجية
- الموقع الإلكتروني